# سنة كبيسة (فلم 2010)
سنة كبيسة هو فيلم كوميدي تم إنتاجه في الولايات المتحدة وصدر في سنة 2010. من بطولة إيمي آدمز وماثيو جوود وادم سكوت وجون ليثغو.

## القصة
كوميديا رومانسية تدور حول سيدة وضعت خطة متقنة لطلب يد صديقها في أحد أيام السنة الكبيسة أي في التاسع والعشرين من فبراير، لكن سرعان ما تنحرف خطتها عن مسارها وينتهي بها المطاف بعيدا عن (دبلن)، وتطلب مساعدة موظف في نزل ليوصلها إلى وجهتها، ولكن سرعان ما تتوارى الأحداث في جو كوميدي ورومنسي بينهما، يجدان الحب الحقيقي بينهما، فيقعان في الحب.

## الميزانية والإيرادات
بلغت تكلفة إنتاج الفيلم حوالي 19 مليون دولار بينما حقق إيرادات تقدر بأكثر من 32 مليون دولار.

## وصلات خارجية
- مقالات تستعمل روابط فنية بلا صلة مع ويكي بيانات